# Cañada Morales
Cañada Morales es una pedanía del municipio jiennense de Hornos, ubicado en pleno parque natural de las Sierras de Cazorla, Segura y Las Villas este parque natural constituye el más extenso espacio protegido de España y el segundo de Europa.
Se encuentra situada en las proximidades del Pantano del Tranco, al cual se puede acceder mediante un sendero que desde la carretera A-319 que atraviesa dicha localidad, al igual que al Cortijo "El Chorreón", justo en la orilla del embalse y cercano a la aldea.

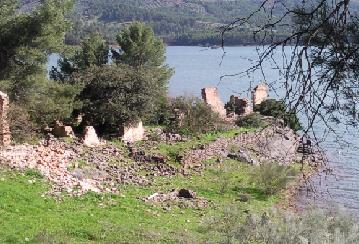
Ruinas del cortijo El Chorreón
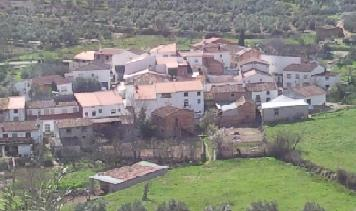
Cañada Morales

- Datos: Q5759508
- Multimedia: Cañada Morales / Q5759508